# Cry Tuff Dub Encounter
Cry Tuff Dub Encounter Chapter 1 je reggae album Princa Fara I in skupine The Arabs.
Izšel je leta 1978 pri založbi Hitrun.

## Seznam pesmi
| Št.             | Naslov                    | Dolžina |
| --------------- | ------------------------- | ------- |
| 1.              | „A Message‟               | 3:35    |
| 2.              | „The Visitor‟             | 4:17    |
| 3.              | „The Right Way‟           | 3:07    |
| 4.              | „Long Life‟               | 5:11    |
| 5.              | „The Encounter‟           | 3:00    |
| 6.              | „Ghardaia Dub‟            | 3:40    |
| 7.              | „Mansion Of The Almighty‟ | 6:36    |
| 8.              | „Mozabites‟               | 2:57    |
| 9.              | „Prince Of Peace‟         | 3:36    |
| 10.             | „Abderrahane‟             | 5:53    |
| Skupna dolžina: | Skupna dolžina:           | 41:52   |